# XLink
De XML Linking Language, kortweg XLink, is een XML opmaaktaal die gebruikt wordt voor het aanmaken van hyperlinks in XML documenten. XLink is een W3C standaard. Wegens de complexiteit van de taal wordt de taal echter niet zo veel gebruikt en wordt ze ook niet ondersteund door de meeste software.

## De XLink specificaties

### Simpele links
Een simpele link is bekend van HTML. Het linkt één web document aan een ander via een URI.

#### Voorbeeld
```
<?xml version='1.0'?>
<document xmlns='http://voorbeeld.org/xmlns/2002/document' xmlns:xlink='http://www.w3.org/1999/xlink'>
 <heading id='eenHeading'>Een Document</heading>
 <para>De <anchor xlink:type='simple' xlink:href='#eenHeading'>Een Document</anchor> header.</para>
</document>
```

### Uitgebreide links
Uitgebreide of extended links kunnen gebruikt worden om twee of meer bronnen te verbinden via een simpele link. Op deze manier is het mogelijk om metadata of andere bijkomstige informatie met bronnen te associëren zonder deze te wijzigen.